# 후이저우구

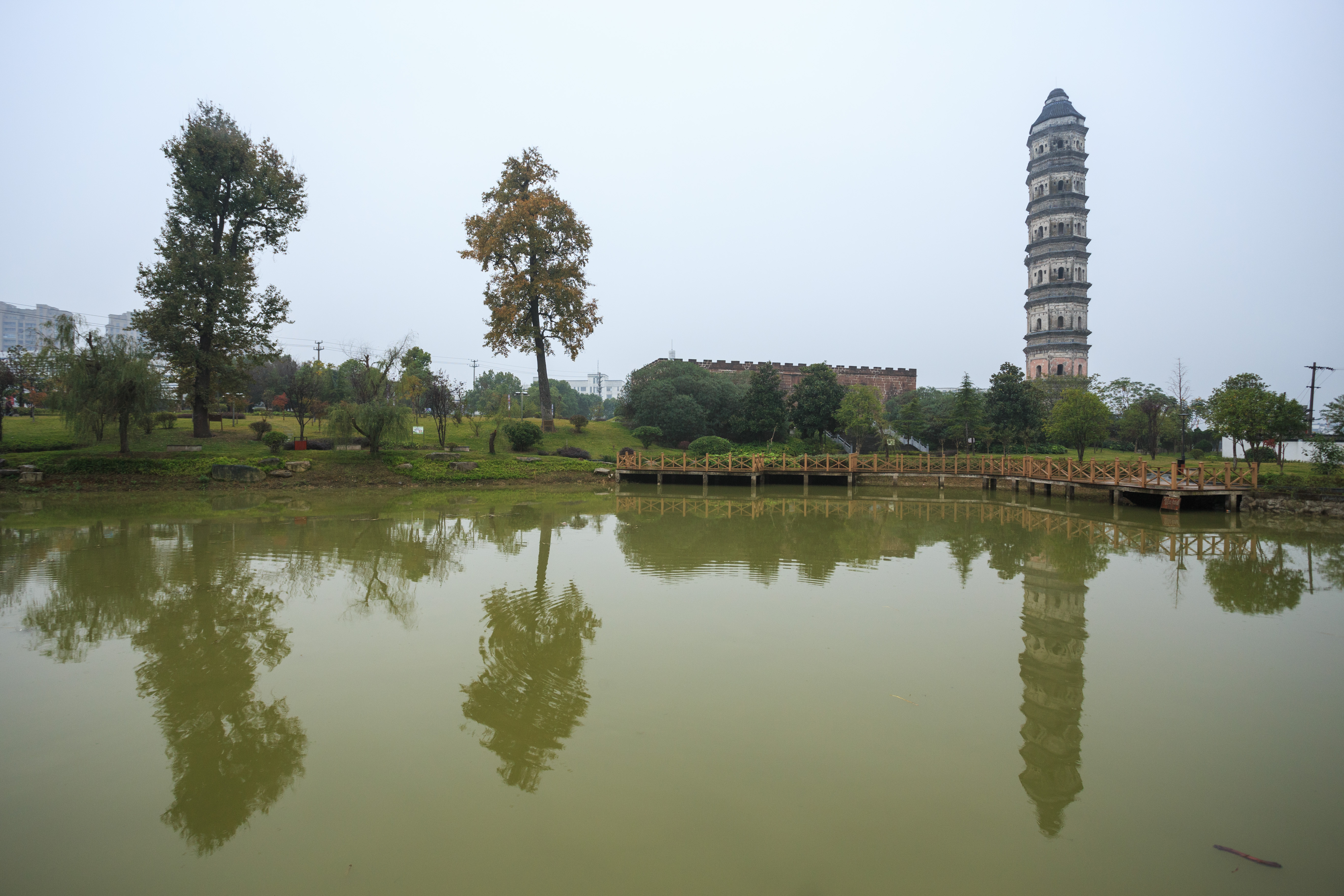

후이저우구(한국어: 휘주구, 중국어: 徽州区, 병음: Huīzhōu Qū)는 중화인민공화국 안후이성 황산시의 현급 행정구역이다. 넓이는 424 km2이고, 인구는 2007년 기준으로 100,000명이다.

## 행정 구역
1개 가도, 4개 진, 3개 향을 관할한다.
- 가도: 徽州街道.
- 진: 岩寺镇, 西溪南镇, 潜口镇, 呈坎镇.
- 향: 洽舍乡, 杨村乡, 富溪乡.